# 호스버그섬

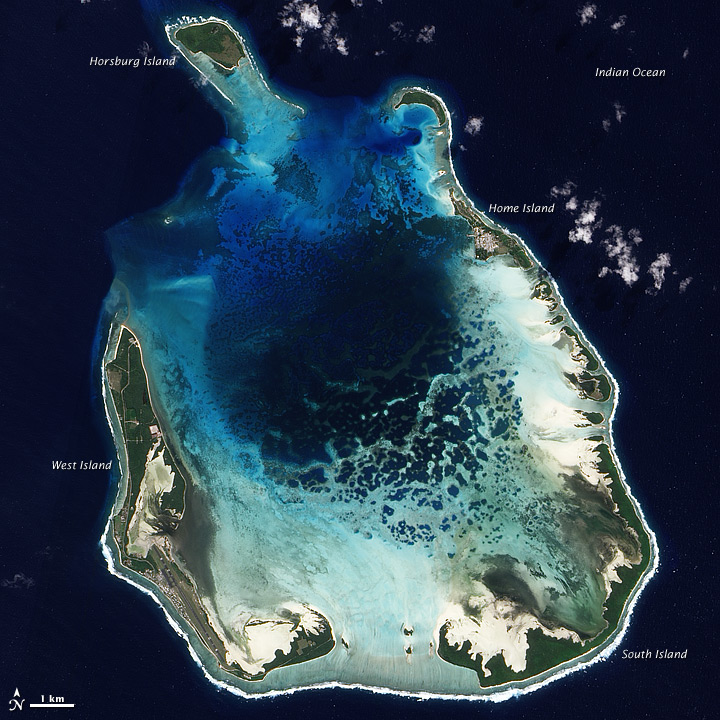

호스버그섬(HorsburghIsland)은 인도양에 위치한 오스트레일리아령 코코스 제도에 있는 섬이다.
섬의 이름은 19세기 중반의 수로 제작자 호스버그에서 유래되었기 때문이다.
이 섬은 얕은 산호초에 둘러싸여 있다. 현재 호스버그 섬은 무인도이지만 코코스 제도안에서는 풍부한 토지였으므로, 19세기에 존 클루니즈 로스가 코코스 제도로 옮겨 살았을 때에 여성들과 이 섬에서 채소 재배를 하며 살고 있었다. 여성들의 숙소가 있었고 1년 정도 소녀들이 채소 재배로 보내고 있었다고 한다. 현재 밭이 있는 곳은, 아무것도 없는 단순한 평지가 되어 있어, 철거지의 모습이고 뭐고 남지 않았다.
독일의 순양함 M 덴 호의 내습에 대비한 대포의 자취가 현재도 섬에 몇 곳이 남아 있다.

## 같이 보기
- 오스트레일리아의 섬 목록